# Gogołów (województwo podkarpackie)
Gogołów – wieś w Polsce położona w województwie podkarpackim, w powiecie strzyżowskim, w gminie Frysztak.
Wieś liczy około 1500 mieszkańców. Leży nad potokiem Gogołówka. Przechodzi tędy droga Frysztak-Klecie.
W latach 1954–1961 wieś należała i była siedzibą władz gromady Gogołów, po jej zniesieniu w gromadzie Glinik Górny. W latach 1975–1998 miejscowość administracyjnie należała do województwa rzeszowskiego.
W Gogołowie mieści się zespół szkół (gimnazjum, szkoła podstawowa), urząd pocztowy i ośrodek zdrowia. Działa tu amatorski klub sportowy „MKS Skarbek Gogołów”.
We wsi znajduje się zabytkowy drewniany kościół pw. św. Katarzyny, który jest siedzibą parafii Świętej Katarzyny, należącej do dekanatu Brzostek, diecezji rzeszowskiej. Nowy kościół został wybudowany w 1988 r.

## Części wsi
| SIMC    | Nazwa        | Rodzaj    |
| ------- | ------------ | --------- |
| 0649350 | Dół          | część wsi |
| 0649367 | Dział        | część wsi |
| 0649373 | Florkówka    | część wsi |
| 0649380 | Góra         | część wsi |
| 0649396 | Kamieniec    | część wsi |
| 0649404 | Kociążki     | część wsi |
| 0649410 | Łazy         | część wsi |
| 0649427 | Motykówka    | część wsi |
| 0649433 | Poddział     | część wsi |
| 0649440 | Podkamieniec | część wsi |

## Historia
Legenda wyjaśnia pochodzenie nazwy wsi opowiadaniem, jakoby król Polski, Kazimierz Wielki jeździł polować na niegdyś pospolite tam dzikie kaczki (gogoły). Miejsce to bardzo spodobało się ówczesnemu władcy, co owocowało kolejnymi wyprawami. Podczas jednej z nich król założył tam „Osadę Gogolów”. Z biegiem czasu nazwa została skrócona do „Gogolów”.
Początki Gogołowa, nazywanego dawniej Gogolowem, sięgają XIV w. W 1353 r. został nadany Piotrowi, Chodkowi i Ostaszkowi. W 1360 r. otrzymał prawo niemieckie. W 1536 r. jego właścicielem był Piotr Kmita z Wiśnicza. Mieszkało tu 37 kmieci, istniał folwark i karczma. W 1581 r. wieś należała do Andrzeja Górki. Liczyła wtedy 40 kmieci (gospodarujących na 12 łanach), 3 zagrodników, 3 komorników bez bydła i 6 rzemieślników. W 1629 r. wieś należała do dóbr Pawła Trojanowskiego. Po połowie XVII w. przeszła w ręce Rojowskich, a w następnym stuleciu jej właścicielami byli Dydyńscy. Istniała tu wówczas huta szkła.
W 1846 r. wioska była podzielona na dwie części należące do Franciszka Pierzchały i Fryderyka Denkera. Ten ostatni włączył się czynnie w przygotowania do powstania narodowego. Do sprzysiężenia należał także jego 22-letni syn Erazm. Denker, mający doświadczenie wojskowe (w młodości był wachmistrzem), został wyznaczony na dowódcę oddziału zbierającego się pod Jasłem. Oba dwory dosięgła rzeź galicyjska. 19 lutego Denker objeżdżał okoliczne dwory, zachęcając do udziału w powstaniu. Wtedy też doniesiono o jego działalności do starostwa. 21 lutego dwór Denkera został otoczony przez chłopów, którymi podobno kierował Stanisław Szela, syn Jakuba ze Smarżowej. Pod razami cepów i wideł padli: Fryderyk Denker, jego syn Erazm oraz Aleksander Zdzieński, właściciel folwarku w Różance. Chłopi, wspierani w Gogołowie przez służbę dworską, zniszczyli też gorzelnię, zabijając tam budowniczego Marcina Kwiatka, gorzelnika Gustawa Fischera i leśniczego Adama Dernera. Dwór Denkerów został zrabowany. Podobna historia powtórzyła się w dworze Franciszka Pierzchały, który także zginął pod razami cepów. Łącznie śmierć poniosło 11 osób. Gogołów należał do wsi, które podporządkowały się władzy Jakuba Szeli jako przywódcy wystąpienia chłopskiego, a jego wójt i deputat złożyli podpis pod petycją Szeli z 1 kwietnia 1846 do władz gubernium lwowskiego w sprawie ograniczenia pańszczyzny.

## Zabytki

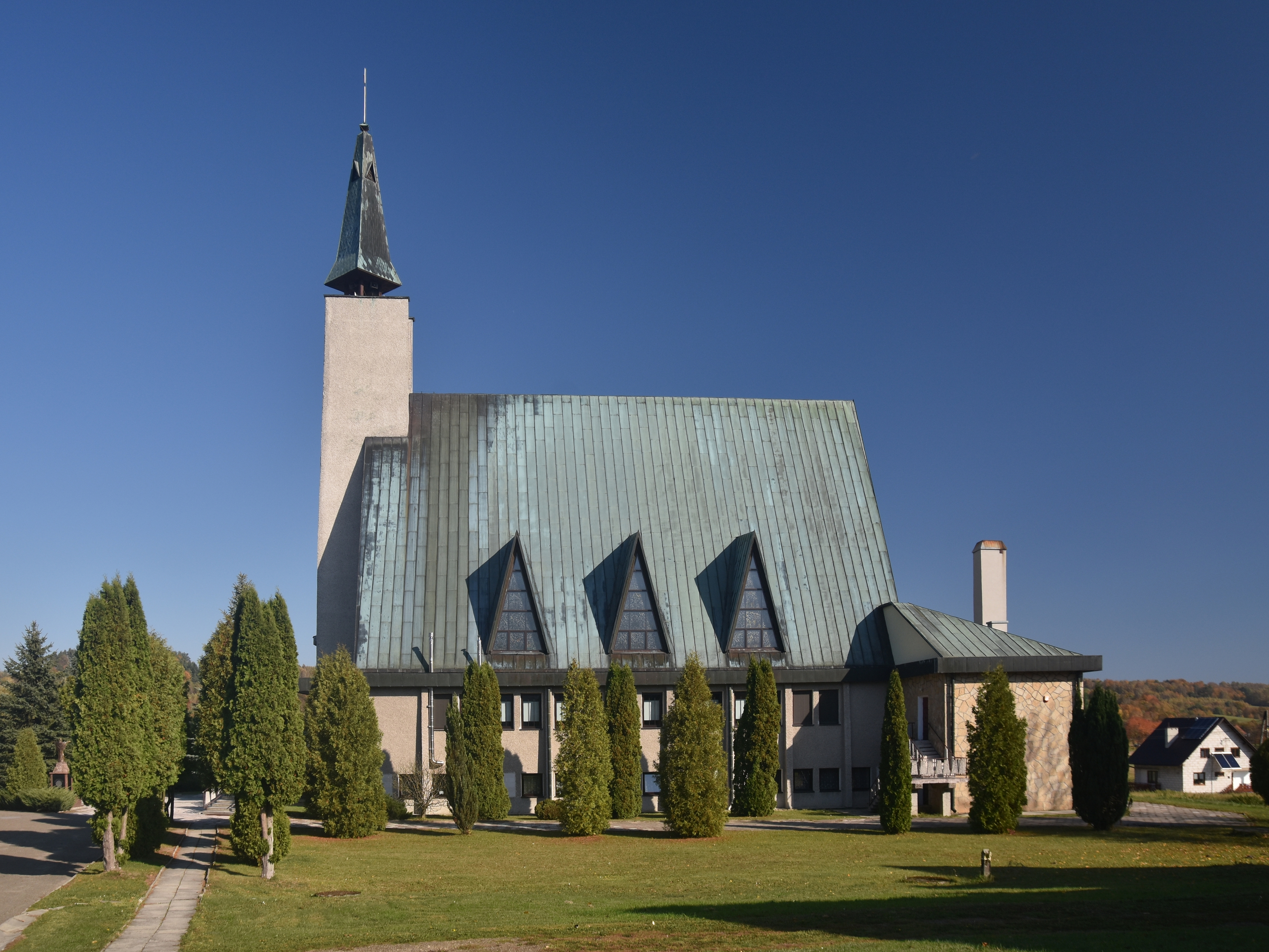
Kościół parafialny

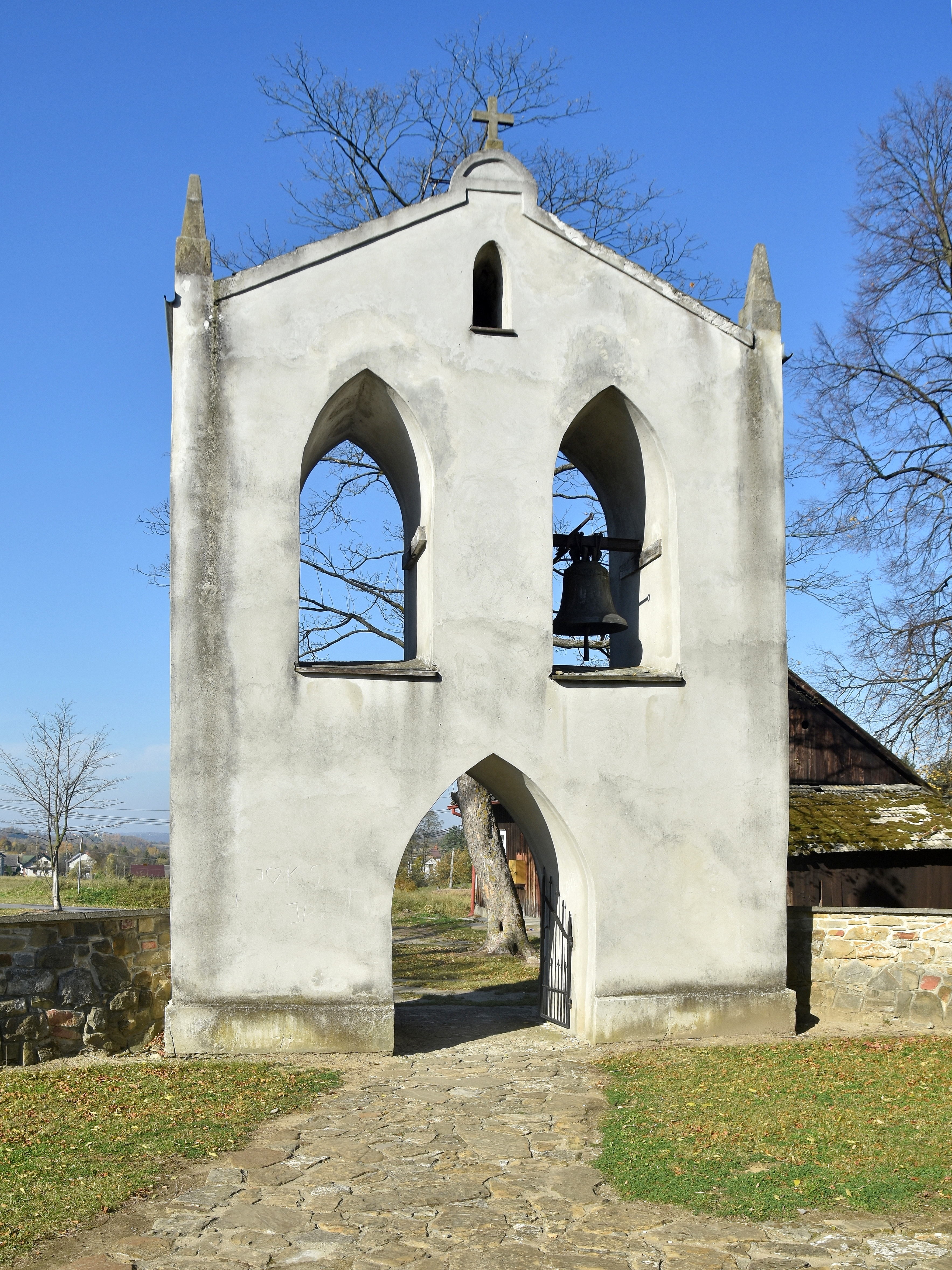
Dzwonnica bramkowa

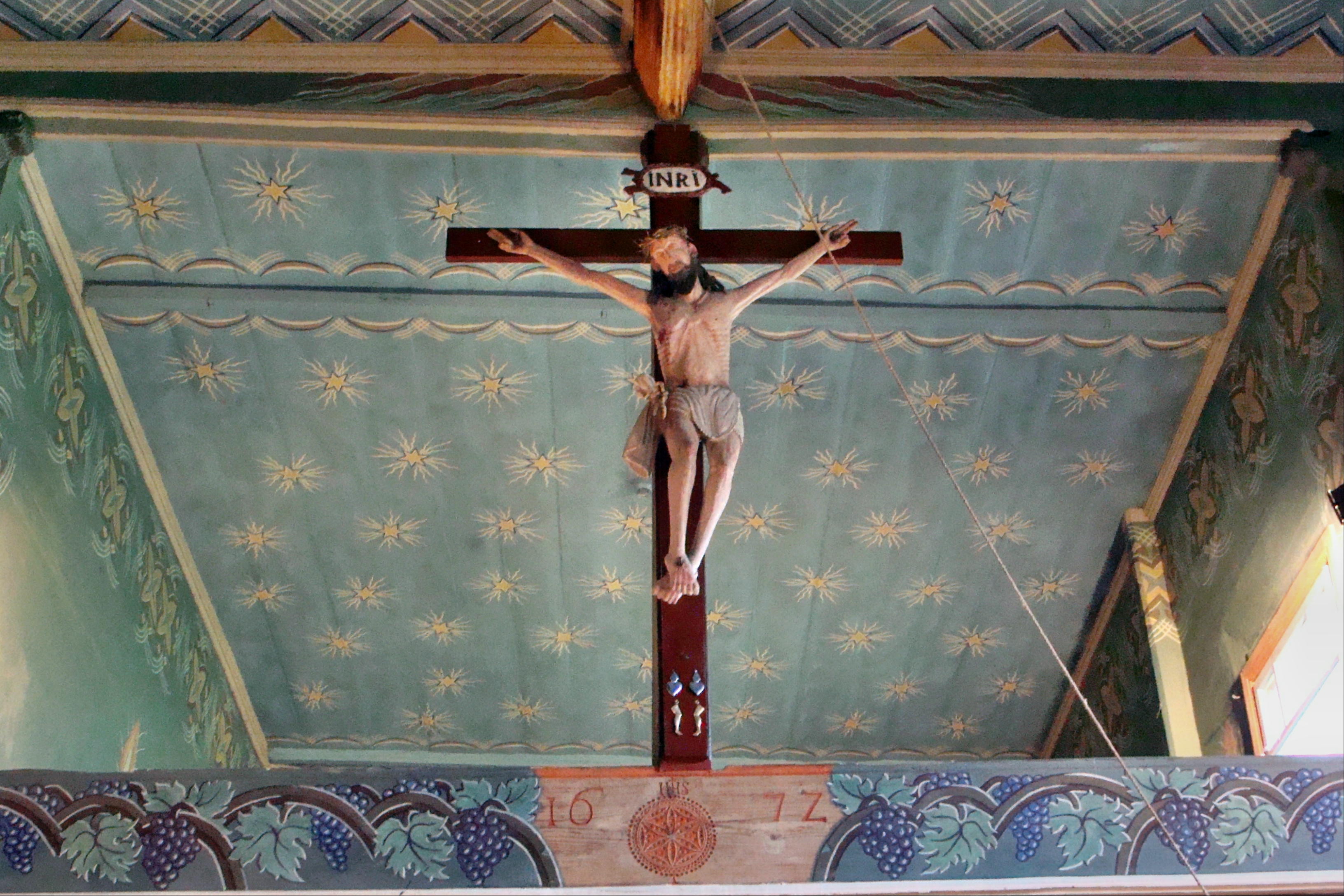
Wnętrze kościoła

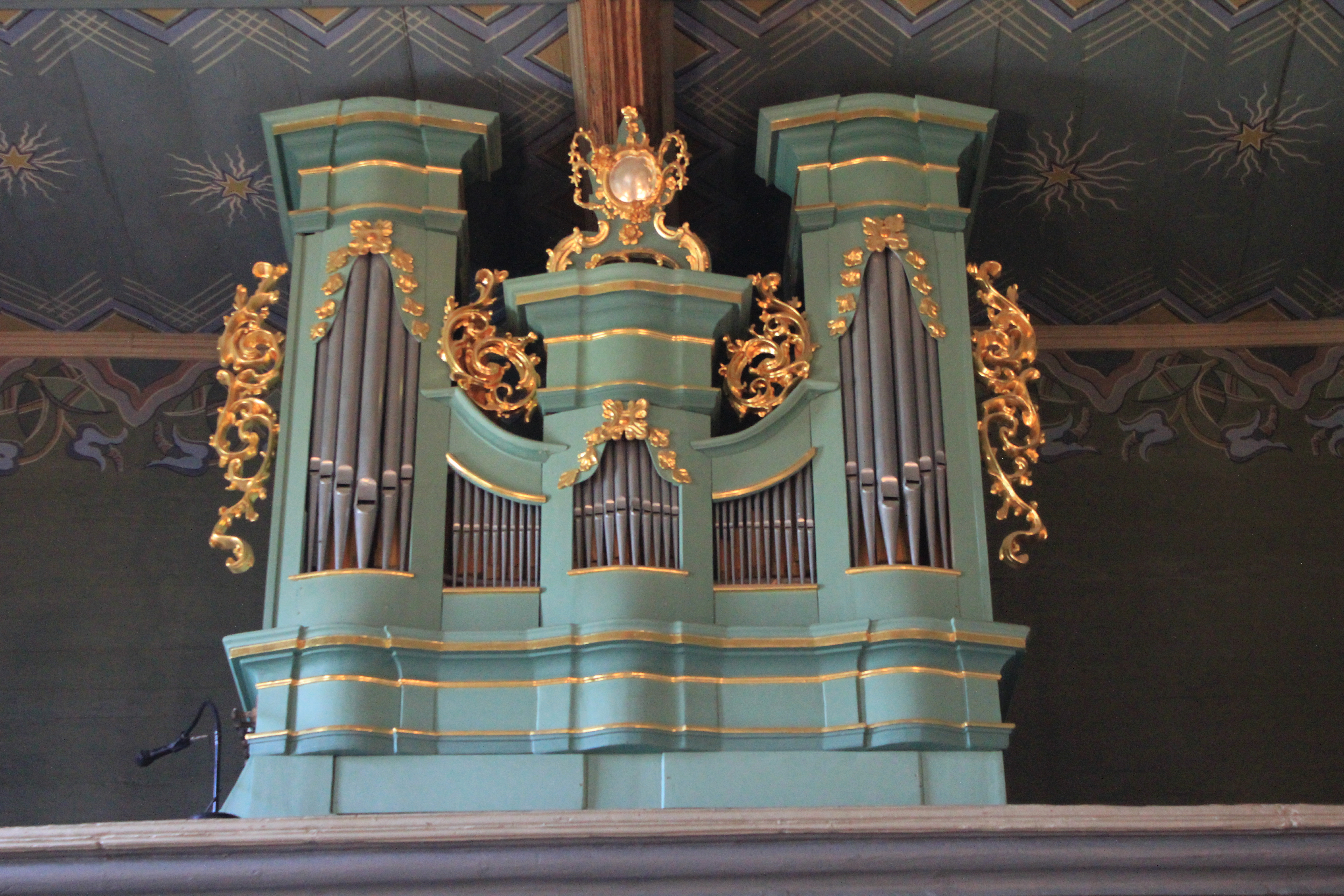
Organy

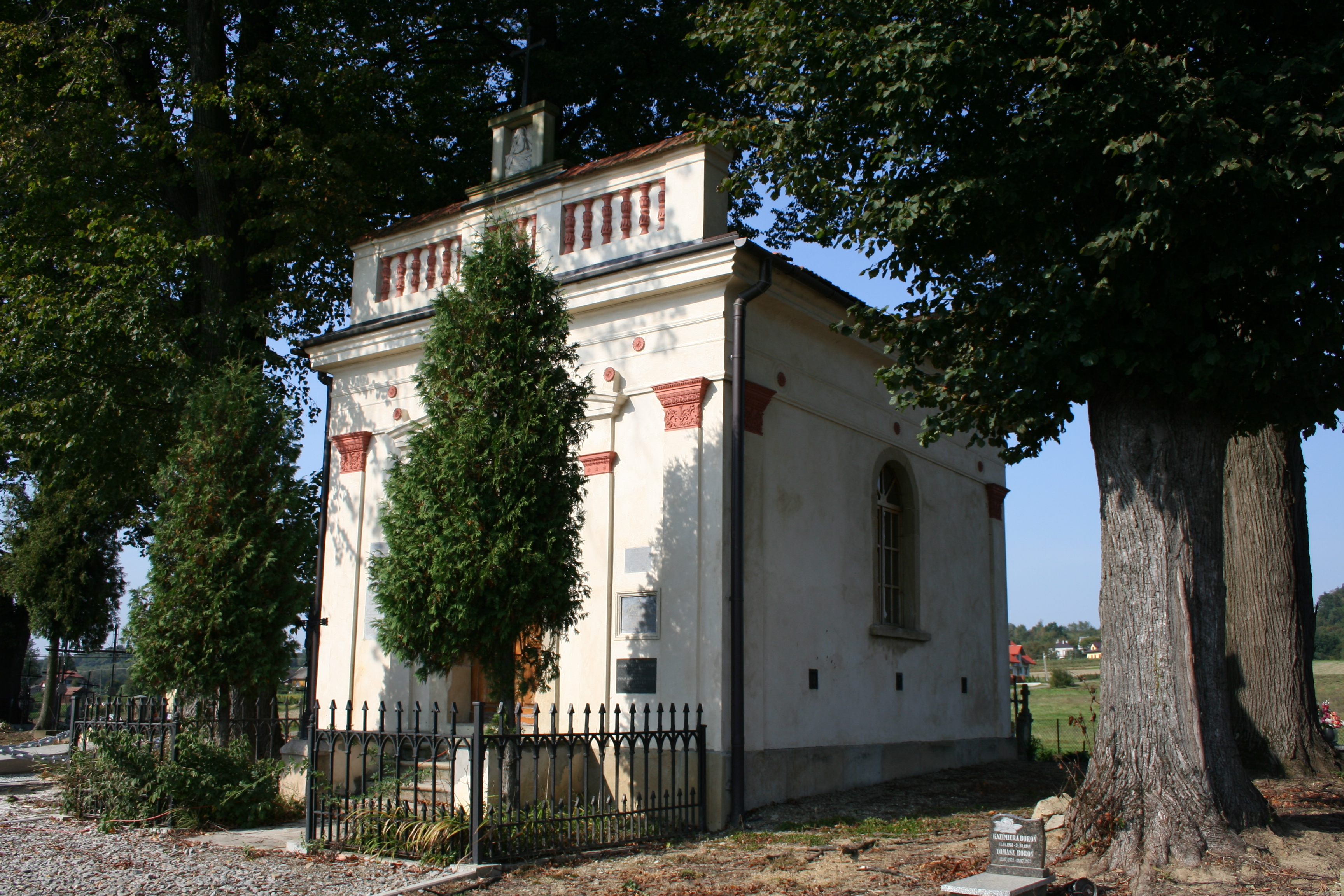
Kaplica grobowa rodziny Denkerów

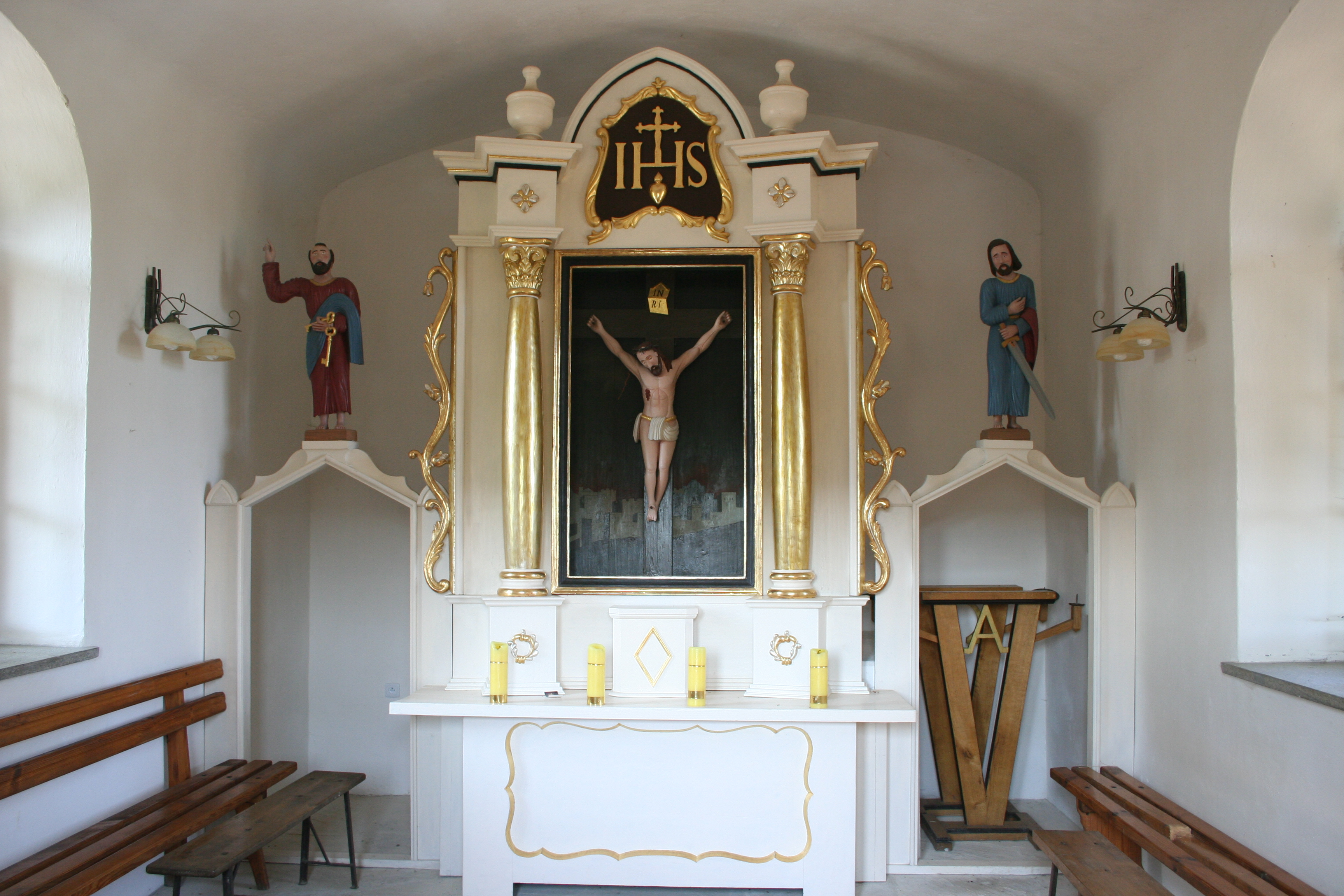
Wnętrze kaplicy

Według rejestru zabytków NID na listę zabytków wpisane są:
- zespół kościoła parafialnego, nr rej.: A-578 z 13.11.1948 i z 6.09.1974:
  - drewniany kościół pw. św. Katarzyny z 1672 r.
  - drewniana kaplica, XIX w.
  - dzwonnica bramkowa, 2 poł. XIX w.
  - cmentarz kościelny
  - ogrodzenie, XVIII w.
- kaplica grobowa rodziny Denkerów, na cmentarzu parafialnym, 1869, nr rej.: A-189 z 26.02.2007.

### Kościół pw. św. Katarzyny
Kościół pw. św. Katarzyny wzniesiony został przez cieślę Stanisława Charchułowicza w 1672 r. z fundacji braci Jakuba i Joachima Rojowskich, dziedziców Gogołowa. Stoi na skraju wsi przy granicy z Glinikiem Górnym. Remontowano go w II poł. XVIII w. i II poł. XIX w. W okresie II wojny światowej został nieznacznie uszkodzony.
Kościół prezentuje zarówno w układzie przestrzennym, jak i rozwiązaniach konstrukcyjnych tradycje późnogotyckie. Jest otoczony kamiennym murem wzniesionym w latach 1873-81. Posiada konstrukcję zrębową z wieżą konstrukcji słupowej. Dach jest pobity gontem. Kruchta została dobudowana do nawy w latach 1874-81.
Wnętrze kościoła nakryte jest stropami drewnianymi. Na tęczy umieszczono krucyfiks barokowy z trzeciej ćwierci XVII w. W prezbiterium stoi barokowy ołtarz główny współczesny kościołowi. Powiększono go w XVIII w. (pola boczne, ornamenty rokokowe). W polu głównym znajduje się obraz św. Katarzyny ujęty dwoma kolumnami. Umieszczono na nich rzeźby: św. Marii Małgorzaty i św. Katarzyny, w zwieńczeniu zaś św. Jakuba i Joachima. Tabernakulum datowane jest na rok 1700.
Dwa neobarokowe ołtarze boczne, ustawione przy tęczy, pochodzą z lat 1872-74. W ołtarzu stojącym po lewej stronie znajduje się obraz Matki Bożej z Dzieciątkiem namalowany przez ks. Textorisa, proboszcza w Kołaczycach (druga połowa XIX w.). W zwieńczeniu umieszczono obraz św. Jana Kantego z drugiej połowy XVIII w. Ołtarz ustawiony po prawej stronie posiada analogiczną konstrukcję jak poprzedni. Znajdują się w nim obrazy Serca Jezusowego i św. Pawła.
W świątyni znajduje się późnogotycka chrzcielnica z początku XVI w. ozdobiona herbem Leliwa. Jej fundatorem był zapewne Jan Amor Tarnowski, wojewoda sandomierski i ruski, dziedzic wioski. Chrzcielnica posiada nakrycie wykonane z drewna w stylu rokokowym. Przedstawiono na nim św. Jana Chrzciciela i gołębicę – symbol Ducha Świętego.
W kościele zachowały się także inne zabytki: ambona eklektyczna z XIX w., rokokowy prospekt organowy z drugiej połowy XVIII w. (przerobiony w XIX w.), obrazy z XVIII-XIX w. (św. Florian z 1784 r. i Matka Boża z końca XIX w.).

### Kaplica grobowa rodziny Denkerów
Naprzeciw kościoła, na lekko pochylonym zboczu, położony jest otoczony starymi drzewami cmentarz parafialny. Zwraca na nim uwagę kaplica zbudowana w 1869 r. „na chwalę Bożą a ku czci i pamięci przedwcześnie w 48 roku życia w dn. 14 lipca 1868 r. zgasłego Ludwika Denkera-byłego starosty”. Fundatorką była wdowa Sabina z Artwińskich Denkerowa, która także spoczęła w kryptach kaplicy (zm. 31 grudnia 1909 r.). Pochowano tu pomordowanych w czasie rzezi galicyjskiej: Fryderyka i Erazma Denkera oraz Aleksandra Zdzieńskiego. Ponadto pod kaplicą spoczywają: Karolina ze Zdzieńskich Denkerowa (zm. 1856 r.), Julian Gryf Bielański (zm. 1933 r.) i Emma ze Skrzyszowskich Bielańska (zm. 1941).
We wnętrzu kaplicy znajduje się późnobarokowy ołtarz z rzeźbą Chrystusa Ukrzyżowanego (XIX w.). Po obu stronach ołtarza nad bramkami umieszczono ludowe rzeźby św. Piotra i Pawła. Obok kaplicy po lewej stronie znajduje się grób bohatera walk narodowowyzwoleńczych, gen. Ignacego Kruszewskiego, właściciela wioski. Na marmurowej tablicy widnieje napis:

IGNACY SKARBEK KRUSZEWSKI
 
PUŁKOWNIK WOJSK POLSKICH 
 
NASTĘPNIE GENERAŁ WOJSK BELGIJSKICH
 
URODZONY W KRUSZEWIE 6 STYCZ. 1799 
 
+ 25 GRUD. 1879 W GOGOŁOWIE
 
R. I. P.

Grobowiec otoczony jest ogrodzeniem z żelaznych łańcuchów umocowanych do kamiennych słupków. W sąsiedztwie na niewielkim kopcu ziemnym widnieją dwa marmurowe epitafia. Jedno z nich poświęcone jest Janowi Nideckiemu, właścicielowi Glinika (zm. 4 X 1830 r.):

Zgasł w Nim ziemi rodzinnej Obywatel prawy
 
Zgasł wzór Ojców, zgasł kmiotków opiekun łaskawy.

## Znane osoby związane z wsią
W Gogołowie zmarł 25 grudnia 1879 Ignacy Marceli Kruszewski – adiutant generała Józefa Sowińskiego. Brał udział w powstaniu listopadowym. Po jego stłumieniu wyemigrował na zachód, gdzie został głównym dowódcą wojsk belgijskich. Za wierną służbę i odwagę na polu bitwy został odznaczony krzyżem Virtuti Militari. Powrócił do kraju dzięki wstawiennictwu króla Belgii Leopolda I i wszedł w posiadanie dworu w Gogołowie. Został pochowany na pobliskim cmentarzu. W 1982 roku został wybrany na patrona Zespołu Szkół w Gogołowie.

## Turystyka
- Szlak Architektury Drewnianej - Trasa nr VIII (jasielsko-dębicko-ropczycka)